# Пропан
Пропан, (молекулска формула C3H8), је безбојан алкан, у гасовитом агрегатном стању. 
Пропан је нерастворљив у води, а раствара се у органским растварачима као што је нпр. етил алкохол. У малим количинама се јавља у земном гасу а у већим количинама јавља се у нафти. Из нафте се добива дестилацијом у облику смеше са бутаном, која се користи као гориво познато под називом Течни нафтни гас (ТНГ) и којом се пуне боце које се користе у домаћинствима (тзв. бутан боце), а користи се и као алтернативно гориво за возила (LPG, „аутогас“). 
Пропан је веома слабо реактиван као и сви алкани. На вишим температурама подлеже реакцијама паљења. Реагује и са гасовитим хлороводоником и хлором, услед чега настају хлороалкани. Пропан је сировина за многе органске синтезе.
Границе запаљивости у смеси са ваздухом (у запреминским процентима гаса) су 2,1 ÷ 9,5 vol% (у присуству извора упаљења).

## Историја
Пропан је открио француски хемичар Марселин Бертело 1857. године. Едмунд Роналдс је открио пропан као једну од растворених компоненти у пенсилванијској лакој сировој нафти 1864. године. Волтер О. Снелинг из Бироа за руднике у САД је нагласио пропан као испарљиву компоненту у бензину 1910. године, што означава почетак индустрије пропана у Сједињеним Државама. Испарљивост лаких угљоводоника је разлог што су они постали познати као „дивљи” због високих притисака паре нерафинираног бензина. Дана 31. марта 1912. је Њујорк тајмс известио о Снелинговом раду на утечњеном гасу, изјављујући „челичне боце ће садржати добољно гаса да се осветли обични дом током три недеље”.
Током тог времена је Снелинг у сарадњи са Франком П. Петерсон, Честером Кер и Артуром Кер, креирао начине за утечњавање ЛП гасова током рафинације бензина. Они су успоставили предузеће Амерички Гасол Ко., које је било прво да пласира пропан на тржиште. Снелинг је произвео релативно чист пропан до 1911, и дана 25. марта 1913. је издат патент #1,056,845 за његов метод обраде и продукције ЛП гасова. Засебни метод продукције ЛП гаса путем компресије је креирао Франк Петерсон, и његов патент је одобрен 2. јула 1912.
Током 1920-ти је дошло до повећања продукције ЛП гаса, с почетном продукцијом од 223.000 US gal (840 m3) током 1922. године. У 1927. години, продукција ЛП гаса је досегла 1×106 US gal (3.800 m3), и до 1935, годишња продаја ЛП гаса је била 56×106 US gal (210.000 m3). Главни индустријски напреци током 1930-их укључивали су увођење транспорта железничким цистернама, одоризацију гаса и изградњу локалних постројења за пуњење боца. Година 1945. је означила прву годину у којој је годишња продаја ЛП гаса премашила милијарду галона. До 1947, 62% свих домова у САД је било опскрбљено инсталацијама природног гаса или пропана за кућну употребу.
Године 1950, 1.000 аутобуса на пропански погон је наручило Транзитно предузеће Чикага, и до 1958, продаја у је досегла 7×109 US gal (26.000.000 m3) годишње. Према подацима из 2004. пропанска индустрија је била вредна 8 америчких долара до 10 америчких долара милијарди долара са преко 15×109 US gal (57.000.000 m3) искоришћеног пропана годишње у САД.
Корен речи „проп-” присутан у називу „пропан” и називима других једињења са троугљеничним ланцима је изведен из пропионске киселине, која је названа по грчким речима protos (са значењем први) и pion (дебео).

## Особине и реакције
| Особина                  | Вредност |
| ------------------------ | -------- |
| Број акцептора водоника  | 0        |
| Број донора водоника     | 0        |
| Број ротационих веза     | 0        |
| Партициони коефицијент ( | 1,7      |
| Растворљивост (logS, log(mol/L))        | -0,4     |
| Поларна површина (PSA, Å2)  | 0,0      |

Пропан подлеже реакцијама сагоревања на сличан начин са другим алканима. У присуству вишка кисеоника, пропан сагорева тако да се формира вода и угљен-диоксид.{\displaystyle {\ce {C3H8 + 5O2 -> 3CO2 + 4H2O + toplota}}} Кад нема довољно кисеоника или је сувише кисеоника присутно за комплетно сагоревање, долази до некомплетног сагоревања уз формирање угљен моноксида и/или чађи (угљеника):
{\displaystyle {\ce {2C3H8 + 9O2 -> 4CO2 + 2CO + 8H2O + toplota}}}{\displaystyle {\ce {C3H8 + 2O2 -> 3C + 4H2O + toplota}}} Комплетно сагоревање пропана производи око 50 MJ/kg топлоте.
Сагоревање пропана је много чистије него сагоревање угља или безоловног бензина. Пропанска продукција 2 по јединици топлоте је скоро једнако ниска као и код природног гаса. Пропан сагорева топлије него лож уље или дизел гориво због високог садржаја водоника. Присуство  веза, као и вишеструких веза припилена и бутилена, узрокује стварање органских издувних гасове поред угљен-диоксида и водене паре током типичног сагоревања. Ове везе такође узрокују да пропан сагорева са видљивим пламеном.